# ゴーウィンド型コルベット

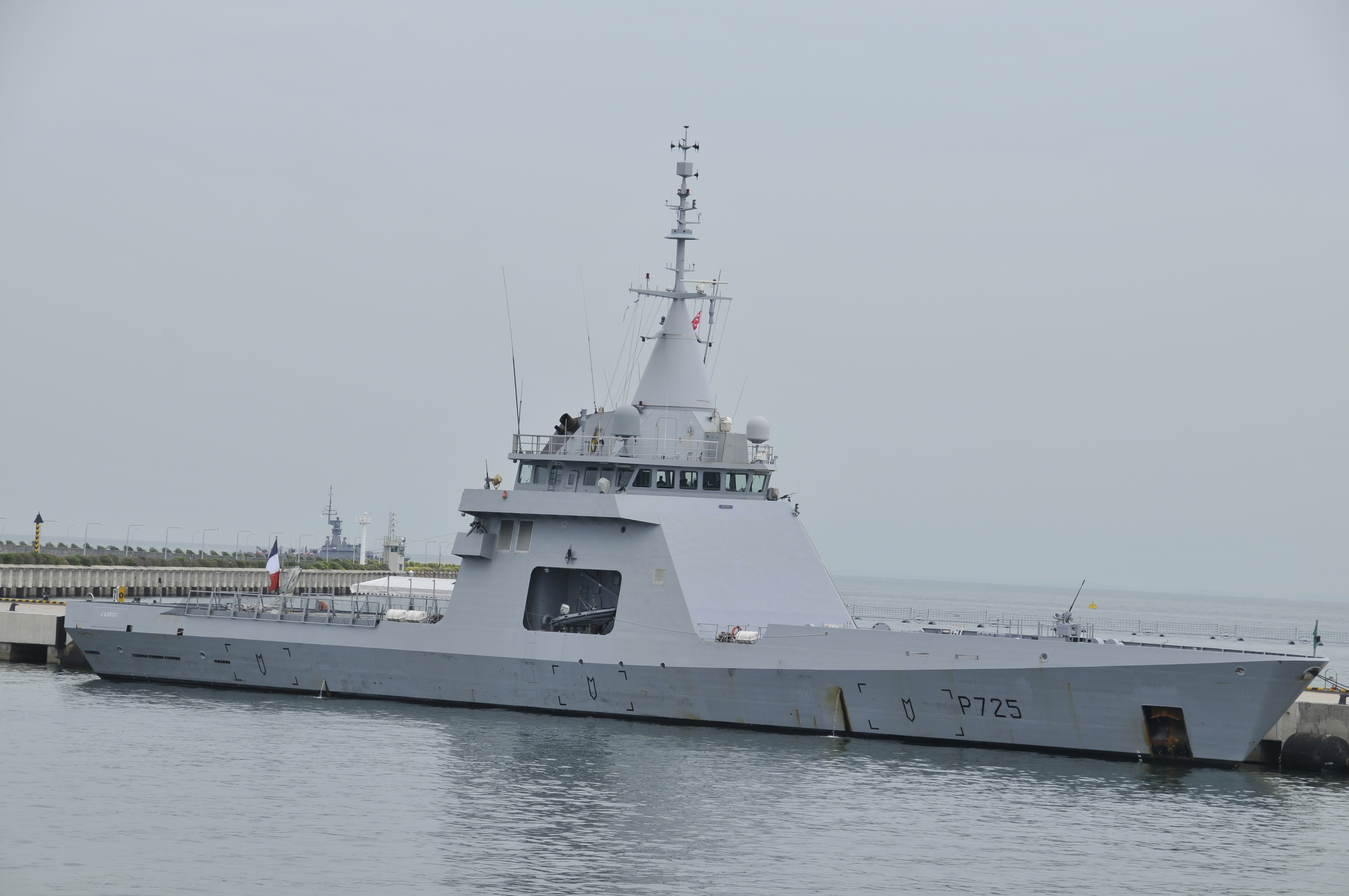
デモンストレーターとして建造された「ラドロワ」

ゴーウィンド型コルベット（英語: Gowind-class corvette）は、DCNS（現ナバル・グループ）社の水上戦闘艦のシリーズ。

## 来歴
本シリーズの計画が初めて公表されたのが、2004年にパリで開催された国際海洋軍事産業見本市（ユーロナヴァル）においてのことだった。当時、DCN社はフリゲートや潜水艦の輸出では成功を収めていたものの、小型艦艇の販路は開拓できていなかったことから、この分野に参入するために排水量1,000－2,000トン級の小型フリゲートやコルベットの提案を行ったもので、いくつかの国が興味を示したものの、この時点では成約に至らなかった。
2008年のユーロナヴァルで、DCNS社はゴーウィンド型の改良型を提案した。これは当初計画よりも海上保安業務に軸足を移したもので、ローエンド型にあたる「ゴーウィンド・コントロール」型は1,000トン級の哨戒艦（OPV）、より強力な「ゴーウィンド・コンバット」型は2,500トン級のコルベットとされていたが、結局これらも成約には至らなかった。同社の重要な顧客であるフランス海軍はFREMM計画艦（アキテーヌ級）に注力しており、本シリーズへの関心は薄かった。
その後、2009年に就任したボワシエ社長の働きかけによって、2010年にエルメス計画が開始され、DCNS社が自費で建造したゴーウィンド型のデモンストレーターをフランス海軍が哨戒艦として艦籍に入れることで、実艦での運用実績を積むことになった。これによって建造されたのが「ラドロワ」（L'Adroit）で、同年5月7日に起工され、2012年3月19日に就役した。また2013年には、DCNS社はピリウ社とのジョイントベンチャーとしてカーシップ社を設立し、ゴーウィンド型のセールスは以後こちらが担当することになった。

## ゴーウィンド2500型

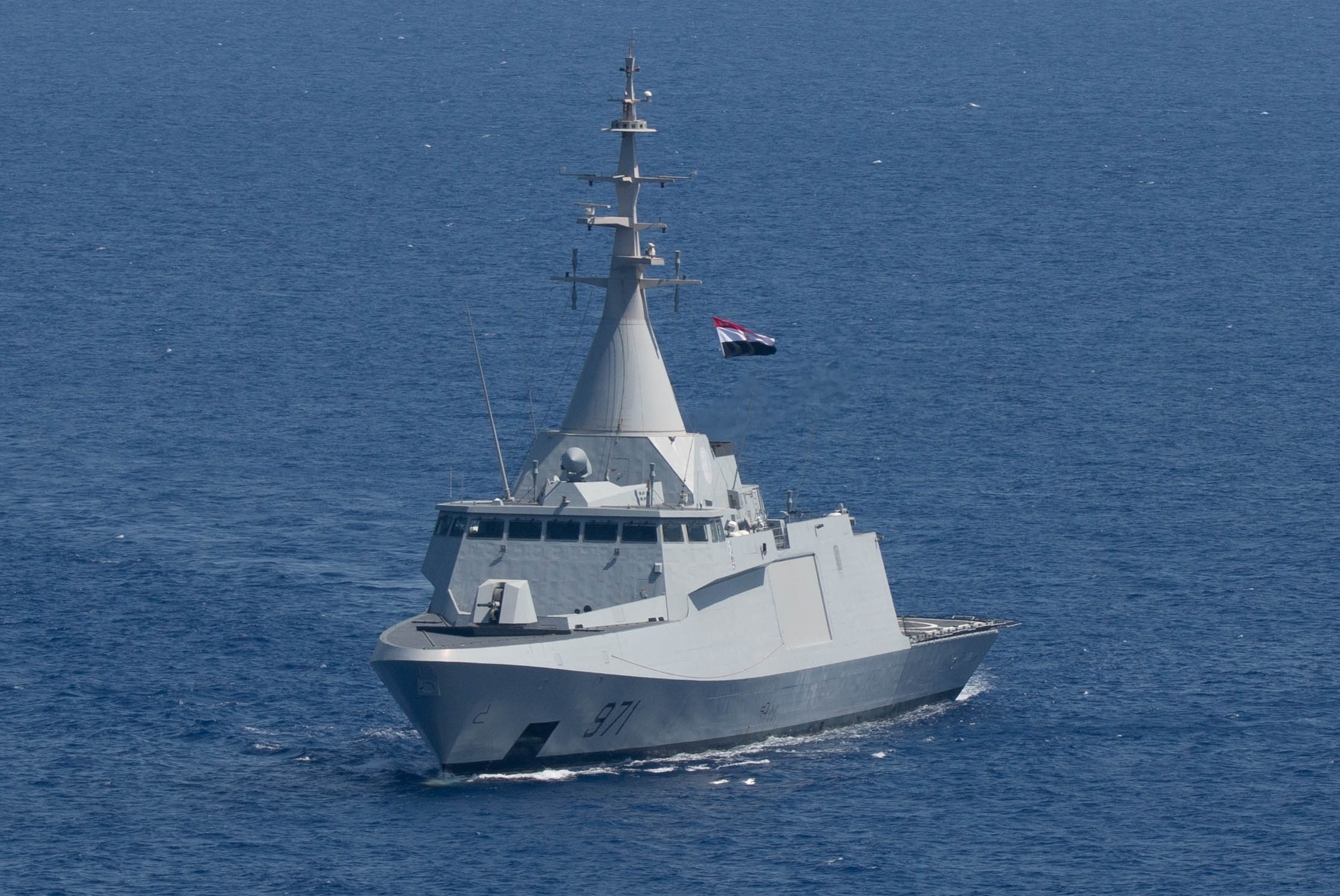
エジプト海軍「エル・ファテー」

2011年中盤、マレーシア海軍は、自国の沿海域戦闘艦（LCS）計画においてゴーウィンド型を採択した。このときに採択されたのがゴーウィンド2500型で、アキテーヌ級を小型化したような多用途フリゲートとして、MICA個艦防空ミサイルをVLSに収容して搭載する。1番艦「マハラジャ・レラ」は2017年8月に進水し、2019年就役予定とされていたが、工程の遅延とコストの超過のために計画打切りも検討される事態となった。
また2014年6月3日には、エジプト海軍向けとしても4隻が発注され、1番艦「エル・ファテー」は2017年に引き渡された。残り3隻はエジプト国内で建造されるほか、更に2隻の追加も検討されている。マハラジャ・レラ級ではディーゼルエンジン4基によるCODAD方式で速力28ノットとされていたのに対し、エル・ファテー級ではMTU 20V8000ディーゼルエンジン2基（合計出力25,800馬カ）で，速力は25ノットとされている。

## OPV 87型

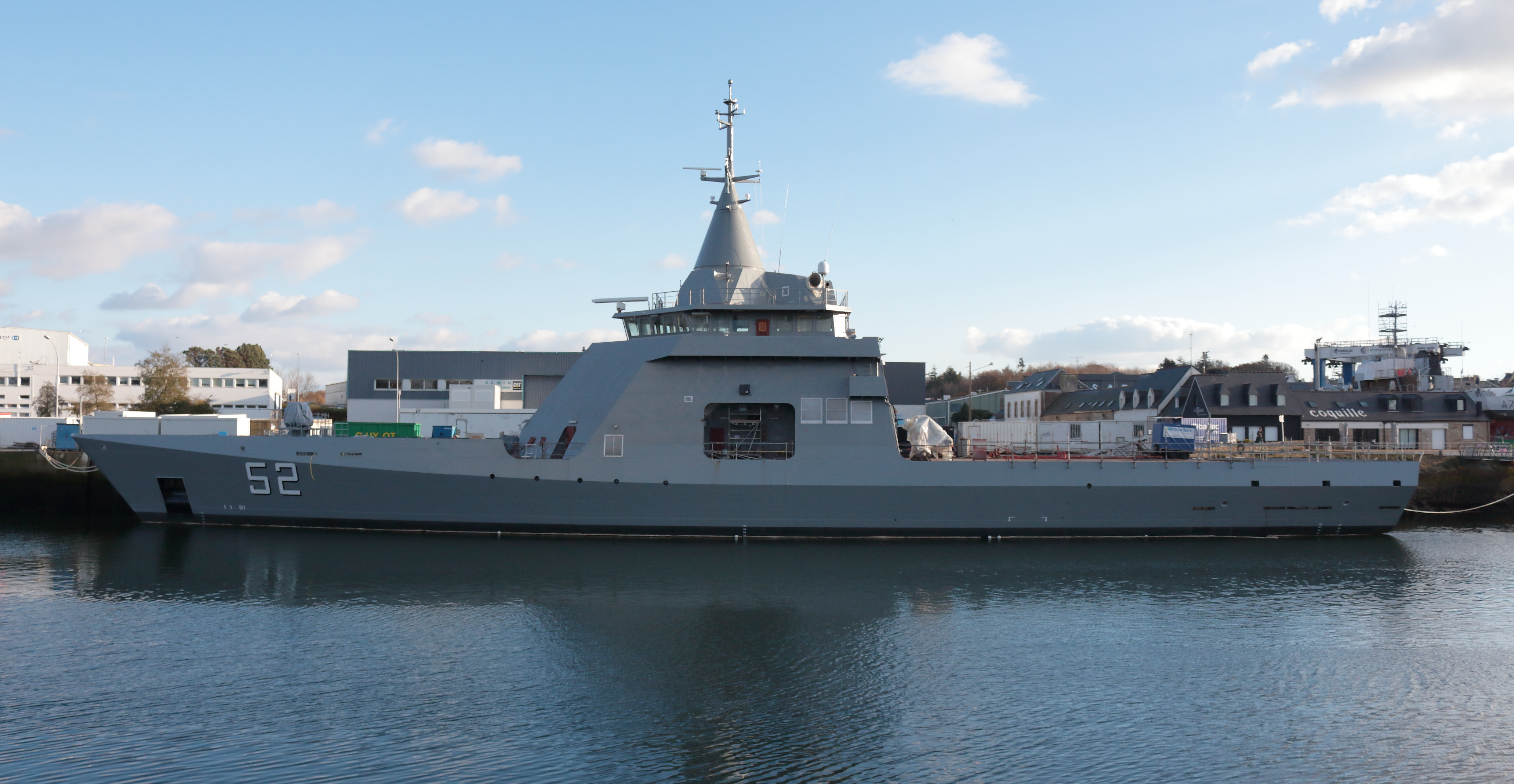
アルゼンチン海軍「ピエドラブエナ」

2000年代より、アルゼンチン海軍は排他的経済水域（EEZ）警備などを行うための新しい哨戒艦（OPV）の取得を検討しており、2015年には中国人民解放軍海軍の056型コルベットの準同型艦（P18型）の建造に関する交渉が開始されたが、同国の漁船団がアルゼンチンのEEZで違法操業を行った問題などもあって、結局は破談となった。
そのかわりに注目されたのがゴーウィンド型であり、2018年6月22日に契約が締結された。これにより、まず2019年12月20日、上記の「ラドロワ」がオーバーホールと所定の改修を受けたうえでアルゼンチン海軍に引き渡され、「ブシャール」として再就役した。また、更に「ピエドラブエナ」など同型艦3隻が建造される計画となっている。